# NGC 2008
NGC 2008 је спирална галаксија у сазвежђу Сликар која се налази на NGC листи објеката дубоког неба.
Деклинација објекта је - 50° 57' 58" а ректасцензија 5h 35m 3,8s. Привидна величина (магнитуда) објекта NGC 2008 износи 13,2 а фотографска магнитуда 13,9. NGC 2008 је још познат и под ознакама ESO 204-20, AM 0533-505, IRAS 05338-5059, PGC 17480.